# Stoenești (okręg Călărași)
Stoenești – wieś w Rumunii, w okręgu Călărași, w gminie Modelu. W 2011 roku pozostała niezamieszkana.